# Machacamarca (Oruro)
Machacamarca is een stad in het departement Oruro, Bolivia. Het is de hoofdplaats van de gemeente Machacamarca, gelegen in de provincie Pantaléon Dalence.
Bij de census van 2012 was ze naar aantal inwoners de 152ste stad van Bolivia.

## Bevolking
| Jaar | Populatie |
| ---- | --------- |
| 1992 | 2.956     |
| 2001 | 2.206     |
| 2012 | 2.749     |